# 白魚紅梅煮

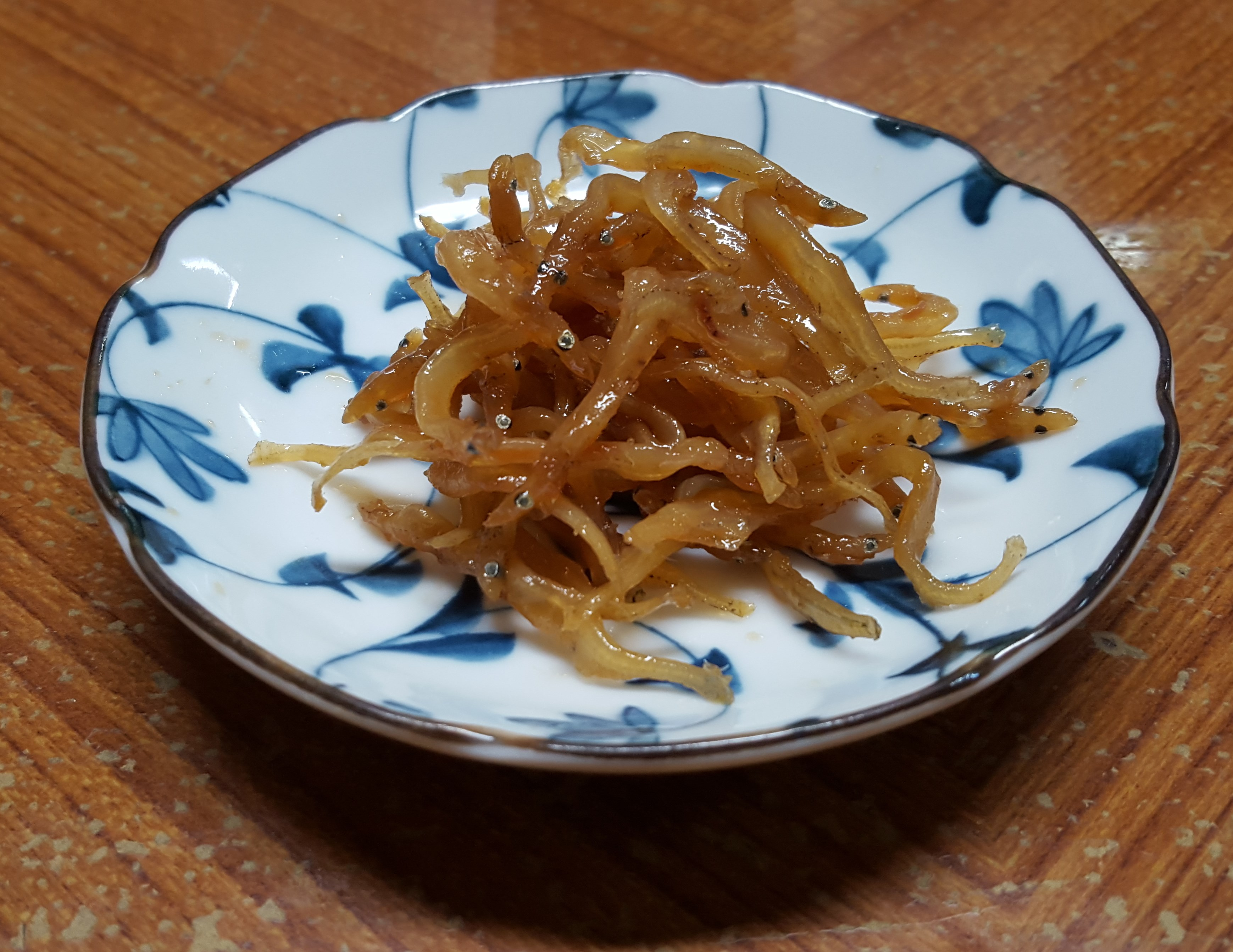
白魚紅梅煮

白魚紅梅煮（しらうおこうばいに）とは、三重県桑名市および四日市市北部の名物で、シラウオを使用した時雨煮。

## 概要
- シラウオは、昔から桑名の冬の風物詩として有名である。煮あがりの色が紅梅の花の色に似ているのが名前の由来である。
- 古来より桑名では、伊勢湾から揖斐川の河口にさかのぼるシラウオを春を告げる魚として食通に愛されてきた。

## 製造方法
- 高級魚であるシラウオの臭みを消し、時雨蛤と同様に「浮かし煮法」で炊き上げる。
- 製造業者により製法が多少異なるが、白醤油と麦芽水飴を使用して製造する業者、たまり醤油と砂糖に味醂、酒、蜂蜜を加えて製造する業者がある。

## 食べ方
白魚紅梅煮は炊きたての味より日にちが経つにつれ旨みが増すと言われている。
- そのまま、御飯のおかずとして食するのが、一般的である。

## 備考
白魚紅梅煮を生産している業者は、時雨蛤、時雨あさり、時雨しじみを主体として生産している。
- 桑名市には貝新を名乗る製造業者が4社(貝新新左衛門・新之助貝新・貝新商店・貝新フーズ)の他に、貝藤・貝増・貝繁・伊勢志ぐれ・瑞宝産業等の製造業者があり、東海や関西の百貨店やスーパーに出店している。
- 四日市市の製造業者としては喜多八時雨本舗・貝義本舗・貝新商店がある。
- 桑名から東京へ進出して、東京に本店がある(銀座新之助貝新・日本橋貝新)でも製造している。